# Beth Nielsen Chapman
Beth Nielsen Chapman (Harlingen, 14 settembre 1958) è una cantautrice statunitense.

## Carriera
Nel corso della sua carriera ha spesso scritto o coscritto brani per altri artisti; tra questi Faith Hill (This Kiss), Trisha Yearwood, Martina McBride, Willie Nelson, Tanya Tucker, Lorrie Morgan, Mary Chapin Carpenter, Alabama, Terri Clark, Waylon Jennings e altri.
Ha duettato con Bonnie Raitt, Vince Gill, John Prine, Emmylou Harris, Paul Carrick, Michael McDonald e altri artisti.
Nel 1997 ha partecipato a Time and Love: The Music of Laura Nyro, album tributo a Laura Nyro.
Tra i suoi singoli più conosciuti vi sono All I Have (1991), In the Time It Takes (1994)
e Sand and Water (1997).

## Discografia

### Album
- 1980 – Hearing It First
- 1990 – Beth Nielsen Chapman
- 1993 – You Hold the Key
- 1997 – Sand and Water
- 1999 – Greatest Hits
- 2002 – Deeper Still
- 2004 – Hymns
- 2005 – Look
- 2007 – Prism
- 2010 – Back to Love
- 2012 – The Mighty Sky
- 2014 – Uncovered